# 五區六四集會
香港人的六四集會（前稱尖沙咀六四集會）是針對維園六四燭光晚會而舉辦的集會，在每年的6月4日於香港五區進行（2016年前在尖沙咀香港文化中心外進行）。首次集會在2013年舉行，由民眾自發，是一個悼念六四事件死難者的集會。翌年，熱血公民及普羅政治學苑成為集會的主辦單位，以「本土、民主、反共」為主題，配合近年出現的本土思潮。集會取消燭光悼念儀式，並為加入誓師儀式、焚燒中國共產黨黨旗及廣東道自由行等元素，令集會變成本土抗爭運動的一部分。2016年，香港復興會加入成為集會的主辦單位。

## 歷史
2013年6月4日，由於部分民眾不滿支聯會舉辦的六四集會一成不變，以致淪為泛民主派政黨宣傳工具及籌款，所以自行於尖沙咀文化中心外組織六四集會。當天的集會內容包括默哀、手持蠟燭悼念及輪流發表感言等，參與人數介乎200至1,000之間。

### 另行舉行紀念及抗爭
2014年6月3日，立法會議員黃毓民及熱血時報創辦人黃洋達於尖沙咀碼頭召開記者會，宣布會翌日將於尖沙咀香港文化中心外舉行以「本土、民主、反共」為主題的集會。他們指責支聯會、教協及民主黨壟斷六四集會，運用市民悼念六四的情感，將集會變成政黨的選舉機器；所以他們於尖沙咀另辦集會，將六四的焦點重身引導到本地與反共的議題上，並即場焚燒黨旗以展示他們的決心。
舉辦當日，大會宣布參與人數為7,000人，警方則估計有3,060人出席。集會中沒有維園六四晚會的唱歌、燃點燭光及籌款等環節，取而代之的是誓節、燒黨旗及自由行。熱血公民的年青成員進行了誓師儀式，聲言如果2016年及2017年香港政治制度改革中出現假普選方案，就會佔領立法會；黃毓民及黃洋達及後再一次焚燒中共黨旗，作為反共的標誌。
在集會尾聲，黃毓民及黃洋達呼籲集會人士解散的時候，全部往廣東道離開。大批集會人士因此往廣東道出發，並在行走時高叫「打倒共產黨」的口號，令整個尖沙咀佈滿集會人士及口號的叫喊聲；最終各集中人士於自由行後和平散去。
2015年6月4日，普羅政治學苑、熱血公民、本土民主前線、香港本土力量等本土派團體聯辦「遍地開花六四集會」，集會前大會於港九新界18個街站舉行六四集會，及乘坐開篷巴士巡遊其中10個地點，宣傳六四抗爭的精神，大會一度焚燒政改三人組的頭像，而有參加者批評支聯會於維園的集會流於形式，多年來根本沒有實際行動，因此轉為支持尖沙咀的集會。

### 五區集會
2016年6月4日，立法會議員黃毓民、熱血時報創辦人黃洋達及學者陳雲於香港五區進行六四集會，以「本土、民主、反共、建國」為主題，參與人數介乎1,000至5,000之間。熱血公民昨晚8時在全港5個地區舉行六四集會，包括尖沙咀、西灣河、觀塘、屯門及大圍，歷時兩個多小時。觀塘康寧道球場的集會有約300人出席，在該處出席集會的熱血公民黃洋達指出，在5區集會除為深入社區，更要深入「選區」（立法會五大選區）。他認為六四「最大意義」是讓港人得知中共是殺人政權，泛民平反六四、建設民主中國是「引導我們向錯誤方向發展」；而該年集會提倡「全民制憲，香港建國」，認為香港建國是唯一出路。

## 歷年參加人數
| 六四事件週年 | 年份   | 大會公佈人數              | 警方公佈人數 | 備註                                                                          |
| ------------ | ------ | ------------------------- | ------------ | ----------------------------------------------------------------------------- |
| 24週年       | 2013年 | 200－1,000 （媒體數字）   | （未有紀錄） | 由市民自發                                                                    |
| 25週年       | 2014年 | 7,000                     | 3,060        | 發起團體：熱血公民、普羅政治學苑 大會主題：本土、民主、反共                   |
| 26週年       | 2015年 | 7,000                     | 3,060        | 發起團體：熱血公民、普羅政治學苑 大會主題：本土、民主、反共                   |
| 27週年       | 2016年 | 1,000－5,000 （媒體數字） | （未有紀錄） | 發起團體：熱血公民、普羅政治學苑、香港復興會 大會主題：本土、民主、反共、建國 |

## 外部連結
- 熱血時報網站（页面存档备份，存于）
- 普羅政治學苑網站（页面存档备份，存于）
- 香港復興會網站